# Ctenotus decaneurus
Ctenotus decaneurus (десятисмугий гребневухий сцинк) — вид сцинкоподібних ящірок родини сцинкових (Scincidae). Ендемік Австралії.

## Підвиди
Виділяють два підвиди:
- Ctenotus decaneurus decaneurus Storr, 1970;
- Ctenotus decaneurus yampiensis Storr, 1975.

## Поширення і екологія
Десятисмугі гребневухі сцинки мешкають в регіоні Кімберлі в Західній Австралії та на півночі Північній Території, спостерігалися на заході Квінсленду. Вони живуть в сухих рідколіссях і чагарникових заростях, що ростуть в кам'янистих місцевостях.